# Episkleritis
Episkleritis ili površinsko zapaljenje beonjače je dobroćudno zapaljenje dubokog subkonjunktivalnog tkiva koja uključuje i površine skleralne lamele. Iako je obično blaga samoograničavajuća bolest koja se javlja bilateralno a može biti i unilateralna. ona je i ponavljajuća bolest. U većina slučajeva je idiopatska, a u jednoj trećini slučajeva izazvana je osnovnim sistemskim oboljenjem. Neki slučajevi mogu biti uzrokovani egzogenim inflamatornim stimulusima.

## Epidemiologija
Morbiditet
Diffuzni oblik episkleritis javlja se u 84% slučajeva, a nodularni skleritis u 16% slučajeva). Kao jednostran upala javlja se kod dve trećine pacijenata sa episkleritisom.
Starosne razlike
Srednja starostna dob svih pacijenata sa episkleritisom je 47,4 godina.
Polne razlike
Episkleritis je češći kod žena nego kod muškaraca, iako razlika nije statistički značajna.

## Etiologija
U većina slučajeva episkleritis je idiopatska bolest; međutim, u osnovi jedne trećine slučajeva može sa kao uzrok naći sistemska bolest, [ 9 , 10 , 11 ] posebno sistemska bolest vezivnog tkiva ili vaskularne bolesti.
Kolagen-vaskularne bolesti povezane sa episkleritisom uključuju sledeće:
- Reumatoidni artritis
- Sistemski eritematozni lupus
- Polarteritis nodoza
- Seronegativne spondiloartropatije — ankilozni spondilitis, zapaljenjske bolesti creva, reaktivni artritis, psoriatični artritis, Wegenerovu granulomatozu, juvenilni idiopatski artritis.

Drugi neinfektivni faktori koji su povezani sa episkleritisom uključuju Behcetovu bolest i sarkoidozu. Atopija i akne rozacea takođe su povezane sa episkleritisom.
Strano telo takođe može izazvati episkleritis.
Episkleritis može biti povezan i sa infekcijom, uključujući sledeće zarazne patogene:
- Bakterijske infekcije, uključujući tuberkulozu, lajmsku bolest, sifilis i bolesti mačaka
- Virusne infekcije, uključujući herpes simplex i herpes zoster
- Gljivice
- Paraziti

## Patogeneza
Patofiziologija еpiskleritisа je slabo shvaćena. Inflamatorni odgovor je lokalizovan na episkleralnu površnu и vaskularnu mrežu, a histopatologija pokazuje nеgranulomatoznу upale sа vaskularnom dilatacijom i perivaskularnom infiltracijom. Episkleritis se mže javiti izolovano ili u sklopu nekih sistemskih bolesti. Reumatoidni artritis je najčešća sistemska bolest udružena sa epskleritisom i skleritisom.
Za razliku od episkleritisa skleritis je upala koja zahvata duboke slojeve beonjače, ređa od episkleritisa ali znatno ozbiljnija bolest. Watson i Hayreh (1981) su naznačili važnu činjenicu da su episkleritis i skleritis dva posebna klinička entiteta. Episkleritis nikad ne recidivira u skleritis, dok neke vrste episkleritisa mogu biti udružene sa skleritisom. Isti autori su 1976. god. dali podelu episkleritisa koja se i danas koristi na: difiuni i nodularni oblik.
Difiuni oblik
U difuznom episkleritisu, koji je češći tip, postoje povremeni napadi umerenog do teškog zapaljenja koji se često ponavljaju u intervalima od 1 do 3 meseca. Epizode obično traju 7—10 dana, a najčešće se povlače nakon 2—3 nedelje. Produžene epizode mogu biti češće kod pacijenata sa pridruženim sistemskim stanjima. Neki pacijenti primećuju da su epizode čestije u proleće ili jesen. roovocirajući faktor retko se otkriva, ali napadi su najčešče povezani sa stresom, alergijom, traumama i hormonskim promenama.
Nodularni oblik
Pacijenti sa nodularnim ili fokalnim episkleritisom imaju produžene napade zapaljenja koje su obično bolniji od difuznog episkleritisa. Mnogi pacijenti sa nodularnim episkleritisom imaju pridruženu sistemsku bolest.

## Klinička slika
Od kliničkih simptoma karakteristični su: 
- Bol — koji je je jak,i pojačava se pri pokretima oka i čitanju tako da je svaki rad nemoguć pratiti.[14]

- Crvenilo oka
- Fotofobija
- Suzenje oka

Većina slučajeva (difuzni, nodulami) obuhvata prednji deo sklere. Dok je difuzni skleritis obično obostran, nodularni i zadnji su često jednostrani.

## Dijagnoza
Dijagnoza episkleritisa zasnovana je na istoriji bolesti i fizičkom pregledu. Anamnezom i istorijom bolesti treba istražiti eventualno prisustva bolesti povezanih sa episkleritisom i simptoma koje one izazivaju, kao što su osip, artritis, venerična bolest i nedavna virusna infekcija.
Episkleritis se može razlikovati od skleritisa nakon ukapavanja fenilefrina ili neosinefrinskih kapljica za oči, što uzrokuje prebojavanje krvnih sudova u episkleritisu, ali ne u skleritisu. Plava boja sklera ukazuje na skleritis, a ne na episkleritis.
Posle anesteziranja oka lekovima, konjunktiva se može pomeriti pamučnim brisom da bi se posmatrala lokacija uvećanih krvnih sudova.
Drugi očni nalazi koji se mogu naći kod episkleritisa uključuju prednji uveitis i očnu hipertenziju (glaukom).
Evaluacije sklera i episklera primenom optičke koherentne tomografije prednjeg segmenta (OCT) pokazale se korisnim u praćenju efikasnosti terapije.

## Diferencijalne dijagnoze
Diferencijalno dijagnostički kod episkleritisa treba imati u vidu sledeće bolesti:
- Skleritis u urgentnoj medicini — koji je mnogo manje uobičajen od episkleritisa, češće je povezan sa vezivnim tkivom ili vaskulitskim bolestima nego što je episkleritis. Štaviše, očne komplikacije kao što su smanjeni vid, anteriorni uveitis, periferni ulcerativni keratitis i očne hipertenzije se češće javljaju kod skleritisa nego kod episkleritisa.
- Gornji limbični keratokonjunktivitis (SLK).
- Virusni konjunktivitis.

## Terapija
Bolest dobro reaguje na terapiju i najčešće prolazi spontano i retko dovodi do teške sistemske bolesti. Ciljevi farmakoterapije su smanjenje bolova, poboljšanje kvaliteta života, smanjenje morbiditeta i sprečavanje komplikacija.
Lečenje se najčešće zasniva na lokalnoj primeni kortikosteroida (npr. kapi 1%–tnog prednizolon acetata 4×/dan tokom 5 dana, uz postupno smanjenje tokom 3 nedelje) ili NSAID na usta obično skraćuje tok napada.
Oko 20% pacijenata sa nodularnim episkleritisom zahteva lečenje oralnim kortikosteroidima.
Zbog poboljšanja izgleda oka mogu se primeniti i lokalni vazokonstriktori (npr. tetrahidrozolin).
Pacijenti sa episkleritisom koji je posledica sekundarne infekcije zaraznim patogenima trebaju odgovarajuću antibiotsku, antivirusnu ili antifungicidnu terapiju.

### Lekovi koji se najčešče koriste u lečenju episkleritisa
| Kortikosteroidi | NSAIL |
| --- | --- |
| Deksametazon oftalmički (Mahidex), Prednizolon acetat 1% (Pred Forte, Omnipred, Pred Mild), Loteprednol oftalmološki (Alrex, Lotemax), | Flurbiprofen, Indometacin (Indocin, Tivobrex), Ibuprofen (Advil, Motrin, Addaprin, Provil, Dysprel), Ketoprofen, Naproksen (Aleve, Anoproks, Neprelan, Naprosyn) |

## Prognoza
Prognoza episkleritisa je povoljna.

## Spoljašnje veze
|  | Molimo Vas, obratite pažnju na važno upozorenje u vezi sa temama iz oblasti medicine (zdravlja). |